# Sárosd
Sárosd è un comune dell'Ungheria di 3.462 abitanti (dati 2001). È situato nella contea di Fejér.